# الدوري الأمريكي لكرة السلة للمحترفين 1996–97
الدوري الأمريكي لكرة السلة للمحترفين 1996–97 (بالإنجليزية: 1996–97 NBA season)‏ هو موسم من الرابطة الوطنية لكرة السلة. أقيم خلال الفترة 1 نوفمبر 1996 وحتى 13 يونيو 1997، وأشرف على تنظيمه الرابطة الوطنية لكرة السلة، وفاز فيه شيكاغو بولز.